# لادجي باديان
لادجي بأديان (بالفرنسية: Lhadji Badiane)‏ (مواليد 16 أبريل 1987 في ستراسبورغ - فرنسا) لاعب كرة قدم فرنسي يلعب حاليا لصالح نادي الدرجة الأولى رين الفرنسي منذ 2005 في مركز المهاجم.

## روابط خارجية
- لادجي باديان على موقع رابطة كرة القدم الفرنسية للمحترفين (الإنجليزية)
- لادجي باديان على موقع قاعدة بيانات كرة القدم.إي يو (الإنجليزية)
- لادجي باديان على موقع ليكيب (الفرنسية)
- لادجي باديان على موقع Soccerway.com (الإنجليزية)
- لادجي باديان على موقع عالم كرة القدم.نت (الإنجليزية)
- لادجي باديان على موقع GSA (الإنجليزية)